# Diego Sabre
Diego Sabre (Torino, 16 maggio 1968) è un doppiatore italiano, attivo negli studi di Milano fino al 2022.

## Biografia
Per molti anni ha lavorato quasi esclusivamente nell'ambito di cartoni animati sin dal 1983: noto in particolare per Raffaello delle serie delle Tartarughe Ninja, ha doppiato anche Yamcha (Iamko) nelle serie di Dragon Ball, Tobi in Naruto, Sanson di Nadia - Il mistero della pietra azzurra, Hanamichi Sakuragi in Slam Dunk, Supervista e Larry l'aragosta in SpongeBob. Ha prestato la sua voce in diversi videogiochi, in particolare è stato il doppiatore ufficiale di Vector della serie di videogiochi Sonic a partire dal 2011 in Sonic Generations fino a Team Sonic Racing del 2019, ed è stato voce fuori campo nell'ambito per diversi documentari, nonché di Gordon Ramsay nei format trasmessi da Real Time.

## Doppiaggio

### Cinema
- Jon Jolles in My One and Only
- Charles Edwin Powell in Fear of the Dark
- Pavel Douglas in Una corona per Natale
- John Mariano in La scelta di Joey

### Serie televisive
- Ryan Bollman, Curtis Armstrong, Danny Woodburn, Lenny Citrano, Tom Beyer, Mike Grief, Sean Smith (2ª voce), Phil Abrams, Michael McCafferty, James Giordano, David Weisenberg, David Lewison e Rick Harrison in iCarly
- Rob Riggle in Victorious
- Christian Pysz in Undressed
- Troy Slaten in Superhuman Samurai
- Park Jin-young in Dream High
- Alan Tracy in Thunderbirds
- Dave Brewer in Le sorelle McLeod
- David Richmond-Peck, Kwesi Ameyaw e Manoj Sood in Jake 2.0
- Mitchell A. Lee Yuen e Dean Choe (Raffaello) in Tartarughe Ninja: l'avventura continua
- Jack Black in Community
- Federico D'Elía in Cata e i misteri della sfera
- Carl T. Evans, Rick Hearst, Michael Dietz e Michael Dempsey in Sentieri

### Film TV
- Bill Turnbull in Holiday Heist - Mamma, ho visto un fantasma

### Film d'animazione
- Agente Chiba in Detective Conan - Solo nei suoi occhi, Detective Conan - Trappola di cristallo, Detective Conan - Il fantasma di Baker Street, Detective Conan - La strategia degli abissi, Detective Conan - Requiem per un detective, Detective Conan - La musica della paura, Detective Conan - ...e le stelle stanno a guardare, Detective Conan - L'undicesimo attaccante, Lupin Terzo vs Detective Conan
- Shaggy Rogers in Scooby-Doo e l'isola degli zombie, Scooby-Doo e il fantasma della strega, Scooby-Doo e il viaggio nel tempo, Scooby-Doo e la leggenda del vampiro, Scooby-Doo e il terrore del Messico, Scooby-Doo e il mostro di Loch Ness, Aloha, Scooby-Doo!, Scooby-Doo e la mummia maledetta
- Yamcha in Dragon Ball - La leggenda delle sette sfere (ridoppiaggio), Dragon Ball - La bella addormentata a Castel Demonio (ridoppiaggio), Dragon Ball - Il torneo di Miifan (ridoppiaggio), Dragon Ball Z - La grande battaglia per il destino del mondo (ridoppiaggio), Dragon Ball Z - La storia di Trunks (ridoppiaggio), Dragon Ball Z - La minaccia del demone malvagio (ridoppiaggio), Dragon Ball - Il cammino dell'eroe (ridoppiaggio)
- Barney Rubble in Flintstones - Lieto evento a Hollyrock, I Flintstones incontrano Rockula e Frankenstone, Concerto di Natale con i Flintstones
- Rio in Lamù - Sei sempre il mio tesoruccio
- Nuk in Balto - Il mistero del lupo
- Hamegg in Kimba - La leggenda del leone bianco
- Bolodo in One Piece - Avventura all'Isola Spirale
- Troll in La grande caccia all'Uovo di Pasqua
- Sinestro in Lanterna Verde - Prima missione
- Shraiya in One Piece - Trappola mortale
- Panbukin in Dragon Ball Z - Le origini del mito (ridoppiaggio)
- Signor Rochelle in Alvin e i Chipmunks incontrano l'Uomo Lupo
- Hiroki Tsuji in Detective Conan - L'asso di picche
- Masato Nishimo in Detective Conan - L'ultimo mago del secolo
- Hans Müller in Detective Conan - La musica della paura
- Ginzo Nakamori in Detective Conan - Requiem per un detective
- Sauzer in Ken il guerriero - La leggenda di Hokuto
- Cecil in Zambezia
- Tobi in Naruto - La via dei ninja
- Kos in Doraemon - Il film: Le avventure di Nobita e dei cinque esploratori
- Lemo in Dragon Ball Super - Broly

### Serie animate
- Raffaello (1987) in Tartarughe Ninja alla riscossa, Tartarughe Ninja e Teenage Mutant Ninja Turtles - Tartarughe Ninja (stagione 4 e 5)
- Yamcha in Dragon Ball, Dragon Ball Z e Dragon Ball Super
- Potage in Dragon Ball Super
- Assistente di Nikochan in Dr. Slump[2] (2º doppiaggio, serie 1980/86)
- Sawyer in Camp Lakebottom (2ª voce, st. 2-3)
- Scagnozzo del Conte Gourmont in Alpenrose (ediz. Yamato Video 2006)
- Agente Chiba (episodio 202 e 251+), Yusaku Kudo (episodi 154-174), Shuichi Akai (episodi 308-310), Ginzo Nakamori (episodi 386-387 e 562+) e altri personaggi minori in Detective Conan
- Ginzo Nakamori in Magic Kaito 1412
- Oriya Mibo in La stirpe delle tenebre
- Bunshichi Tawara in Inferno e paradiso
- Dracula (St. 1-3) in Castlevania
- Drix in Ozzy & Drix
- Hanamichi Sakuragi in Slam Dunk
- Ragdoll in The Batman
- Andrea in Cenerentola
- Speedy, La Bestia (2ª voce) in Batman: The Brave and the Bold
- B'wana Beast in Justice League Unlimited
- Simo in I cinque samurai
- Dooley in Picchiarello
- Lord Cedric in W.I.T.C.H.
- Dukey in Johnny Test
- Hoity Toity in My Little Pony - L'amicizia è magica
- Sparky in Beethoven
- Gerard in Rossana
- Pie in Tokyo Mew Mew - Amiche vincenti
- Virus in Yui - Ragazza virtuale
- Barney Rubble nelle più recenti edizioni di I Flintstones
- Speedy Gonzales (ep. 8), Bob il cetriolo (ep.12), Ray Ray (ep. 27) e Quackers (ep.32) in Drawn Together
- Megacervello in Widget: un alieno per amico
- Noriaki Kakyoin in Le bizzarre avventure di JoJo
- D'Artagnan in D'Artagnan e i moschettieri del re
- Stephen in Fiocchi di cotone per Jeanie
- Maurizio in Grog di Magog
- Scooter in Fl-eek Stravaganza
- Gatto in Teodoro e l'invenzione che non va
- Streex in Street Sharks - Quattro pinne all'orizzonte
- Jack in Quella strana fattoria
- Squizzo in Space Goofs - Vicini, troppo vicini!
- Axl in Tazmania
- Jack in Biancaneve
- Max, Joringel, Padre di Raperonzolo, Sarto, personaggi vari in Le fiabe son fantasia
- Gatto con gli stivali, Robin Hood, Spaventapasseri, personaggi vari in Le fiabe più belle
- Ryo in Ryo, un ragazzo contro un impero
- Rihito e Galeos in Mermaid Melody - Principesse sirene
- Giroro in Keroro
- Black il Lupo e Mur dell'Ariete (3ª voce) nei I Cavalieri dello zodiaco
- Zabuza Momochi in Naruto e Naruto: Shippuden
- Tobi (fino all’episodio 286) in Naruto: Shippuden
- Montblac Noland, Nero, Fukuro, Minche, Hermeppo (fino all’episodio 69), Shanks il rosso (2ª voce), Arlong (fino all’episodio 46), Portuguese D. Ace (episodi 91-147 e 457-484), Lafitte (1ª voce), Bepo (1ª voce), X Drake (1ª voce) e Smoker (solo nell'episodio 314) in One Piece
- Abraham Lincoln in This Is America, Charlie Brown
- Mr. Langtree in Over the Garden Wall - Avventura nella foresta dei misteri
- Punginator in Biocombat
- Ruben in Sailor Moon
- Occhio di tigre in Sailor Moon
- Taichi/Sailor Star Polvere di Stelle in Sailor Moon
- Jimmy McBright in Papà Gambalunga
- Stewart Templeton in Curiosando nei cortili del cuore
- Gourry Gabriev in Un incantesimo dischiuso tra i petali del tempo
- Scorpio in I Cavalieri dello zodiaco - Hades
- Dr. Spike Taylor in Dinosaur King
- Sanson in Nadia - Il mistero della pietra azzurra (entrambi i doppiaggi, 1991 e 2003)
- Saitani/Sakamoto in Hyou Senki
- Guido in Un incantesimo dischiuso tra i petali del tempo per Rina, Slayers Revolution e Slayers Evolution-R
- Larry (1° voce) e Supervista in SpongeBob
- Zampano in Fullmetal Alchemist: Brotherhood
- Walter in Magico Dan, super campione
- Link in Un regno incantato per Zelda
- Rowdy in Le avventure di Chuck & Friends
- Parn in Record of Lodoss War: La saga dei cavalieri
- Frank Wintersea in Inazuma Eleven GO
- Duck in Animali in mutande
- Rat Nitti in Los intocables de Elliot Mouse
- Re Merluzzo in T.U.F.F. Puppy
- Lube in CatDog
- Sheen Estevez in Le avventure di Jimmy Neutron
- Gordon in Catscratch
- Nervetto in Sonic
- Bartleby in Sonic Underground
- Bandith Ken, Mako Tsunami, Shadi, Crump e Critias in Yu-Gi-Oh!
- Tyranno Hassleberry in Yu-Gi-Oh! GX
- Testu Trudge, Comandante Koda e altri personaggi in Yu-Gi-Oh! 5D's
- Professor Kay, Mizar, Art Stanley e Fortuno in Yu-Gi-Oh! Zexal
- Gong in Yu-Gi-Oh! Arc-V
- Muranishi in Kilari
- Kahuna in Stoked - Surfisti per caso
- Leorio in Hunter × Hunter: Greed Island
- Canom e B3NK1 in Yo-kai Watch
- Chatot in Pokémon Mystery Dungeon - Esploratori del tempo e dell'oscurità
- Harrison in Pokémon: Master Quest
- Baldo in Pokémon: Battle Frontier
- Robert in Pokémon: Advanced
- Capitano Arlan del Team Magma e Mr. Big in Pokémon: Advanced Battle
- Gennaro in Magica magica Emi
- Yabber in Kulipari: L'esercito delle rane
- Prince Arslan/Arislan in Arslan senki
- Irvin in Zoids
- Ash in MÄR
- Knockout in Transformers: Prime
- Ye Ye in Ni Hao, Kai-Lan
- Sugiyama in Godannar
- Dr. Ziggurat in Beyblade Metal Masters
- Snipe e Yawara Chatora in My Hero Academia
- Formica Rossa e voce dei titoli degli episodi (2ª voce) in La Pantera Rosa & Co.
- Aaron Mirage in Berry Bees
- Arcangelo (voce principale) e Graydon Creed in Insuperabili X-Men
- Fujitaka Kinomoto in Card Captor Sakura
- Akemi Nakajima in Digital Devil - Incarnazione Infernale
- Kozo Kira in Captain Tsubasa (serie animata) (1° voce)

### Programmi televisivi
- Gordon Ramsay in Cucine da incubo, Cucine da incubo USA, Ramsay's Best Restaurant, Speciale Natale con Gordon, Natale con Gordon Ramsay, Hotel da incubo e Cucina con Ramsay
- Randy Fenoli in "Abito da sposa cercasi"
- Mervin in Fur TV

### Videogiochi
- Barry Burton in Resident Evil: Revelations 2
- Vector the Crocodile in Sonic Generations, Sonic Forces, Team Sonic Racing
- Scimmia Bianca in Ape Escape 3[3]
- Jean Bison in Sly 2: La banda dei ladri
- Dottor M., Barone Nero e Macchia Nera Pete in Sly 3: L'onore dei ladri
- Conte Veger e Jinx in Jak 3[4]
- G.T. Blitz/Mizo in Jak X[5]
- Capitano Benjamin Mathius in Dead Space[6]
- Kane in Turok
- Bruno, Duncan e Norman in Ty la tigre della Tasmania 2: La banda del boomerang
- Fredo Corleone e Rocco Lampone in Il padrino, Il padrino II
- Guardiano di Ascalon in Guild Wars
- Lex Luthor e Baraka in Mortal Kombat vs DC Universe
- Maggiore Ingram in Call of Duty 3[7]
- Capitano Price in Call of Duty: Modern Warfare 2[8], Call of Duty: Modern Warfare 3[9], Call of Duty: Modern Warfare Remastered[10]
- Robert McNamara in Call of Duty: Black Ops[11], Call of Duty: Black Ops III
- Schuster in Call of Duty: Black Ops III[12]
- Lev Kravchenko e Manuel Noriega in Call of Duty: Black Ops II[13]
- Willard Wyler in Call of Duty: Infinite Warfare[14]
- Kazdan Paratus in Star Wars: Il potere della Forza
- T.K. Baha in Borderlands[15], Borderlands 2[16]
- Tector Hodunk in Borderlands 2[16]
- Dutch in Halo 3: ODST[17]
- Tong Si Hung in Deus Ex: Human Revolution[18]
- Carl Stucky e agente Mulligan in Alan Wake[19]
- Corrigon in Driver: Parallel Lines[20]
- Marvin il Marziano in Looney Tunes: Acme Arsenal
- Bishop in Tom Clancy's Rainbow Six: Vegas 2[21]
- Zazz dei Sei Nefasti in Sonic Lost World
- Bruno in Mafia II
- Arcimago Khadgar in World of Warcraft
- Jubair al Hakim in Assassin's Creed[22]
- Antonio de Magianis in Assassin's Creed II[23]
- Samuel Adams in Assassin's Creed III[24]
- Alex Yu in Prey
- Giornalista in FIFA 20
- Gildun in Horizon: Zero Dawn
- Prowler in Spider-Man: Amici o nemici[25]
- Scorpione in Spider-Man: Amici o nemici[25] e Spider-Man 3[26]
- Antonio Foscarelli, Dottor Stravos Constantine e Matteo Riverte in Agatha Christie: Assassinio sull'Orient Express[27]
- Franz Ascher e ispettore Chrome in Agatha Christie: The ABC Murders[28]
- Warden in Tom Clancy's Rainbow Six: Siege
- Obelix in Asterix alle Olimpiadi[29]
- Signore dei Giapponesi #2 e Giovane in Black & White 2[30]
- Marshall in Call of Juarez: Bound in Blood[31]
- Andrè Vernet in Il codice da Vinci[32]
- Commando, Carro Predator, Zone Tropper, Sabotatore, Squadra Bazooka, Black Hand, Mietitrice, Carro lanciafiamme, Carro Scorpion e Carro Stealth in Command & Conquer 3: Tiberium Wars[33]
- Frederik in Dangerous Heaven: La leggenda dell'Arca[34]
- Conte Veger in Daxter[35]
- Ryan il giornalista, Capitano e Cittadini di Mercuria in Dreamfall: The Longest Journey[36]
- Tehruth in Dungeon Siege II[37]
- Wardwarf e Generale in Future Tactics - The Uprising[38]
- Verne e Ozzie in La gang del bosco[39]
- Castore e Bliss Crowd #11 in God of War: Ascension[40]
- Schiffer in Men of Valor (2004)[41]
- Speaker spot di Las Vegum in Asterix & Obelix XXL 2: Mission Las Vegum (2005)[42]
- Diego e Orso in L'era glaciale 2 - Il disgelo (2006)[43]
- Cristophe e Dargis in Garfield 2 - A Tale of Two Kitties (2006)[44]
- Rick Henderson in Hitman: Blood Money (2006)[45]
- Andrew Ryan in BioShock (2007),[46] BioShock 2 (2010),[47] PlayStation All-Stars Battle Royale (2012), BioShock Infinite: Burial at Sea (2013)[48]
- Maggiore Strickland in Crysis (2007)[49]
- Nick Greaves in Far Cry 2 (2008)[50]
- Adolph Gettler in Quantum of Solace (2008)[51]
- Medico in Cryostasis: Il Sonno della Ragione (2009)[52]
- Carlos Fiddle in BioShock 2 (2010)[47]
- Abd Al-Hazir in Diablo III (2012),[53] Diablo III: Reaper of Souls (2014)[53]
- Voce Narrante dei DLC in Dead Rising 3 (2013)[54]
- Andrew Ryan nel DLC di BioShock Infinite (2013)[55]
- Atramedes e Barone Geddon in Hearthstone (2014)[56]
- Le Chasseur, Lawrence Washington in Assassin's Creed: Rogue (2014)[57]
- Baleog in Heroes of the Storm (2015)[58]
- Dottor Cipra in Deus Ex: Mankind Divided (2016)[59]
- Lou Marcano in Mafia III (2016)
- Krest in Metro Exodus (2019)[60]
- Arden Vassa in Anthem (2019)[61]
- Ronald Reagan in Call of Duty: Black Ops Cold War (2020)[62]
- Alcuni soldati in Immortals Fenyx Rising (2020)[63]
- Ottaviano e Brandano di Clonfert in Assassin's Creed: Valhalla (2020)[64]
- Josh Kavorkin in Cyberpunk 2077 (2020)[65]
- Ade e Borea in Immortals Fenyx Rising: Gli dei perduti (2021)[63]
- Guardia Akkad in The Dark Pictures: House of Ashes (2021)[66]
- Hephaestus in Horizon Forbidden West (2022)[67]
- Watto in LEGO Star Wars: La saga degli Skywalker (2022)[68]